# Cosmic Gate
Cosmic Gate je nemški trance duo, ki ga sestavljata Claus Terhoeven (znan tudi kot Nic Chagall) in Stefan Bossems (znan tudi kot DJ Bossi).

## Diskografija

### Albumi
- Rhythm & Drums (2001)
- No More Sleep (2002)
- Earth Mover (2006)
- Sign of the Times (2009)
- Wake Your Mind (2011)
- Start to Feel (2014)

### Singli in EP-ji
- »The Drums« (1999)
- »Mental Atmosphere« (1999)
- »Somewhere Over the Rainbow« (2000)
- »Exploration of Space« (2000)
- »Fire Wire« (2001)
- »Back To Earth« / »Hardcore« (2002)
- »The Truth« (2002)
- »The Wave« / »Raging« (skupaj z Jan Johnston) (2002)
- »Human Beings« (2003)
- »Different Concept« (2004)
- »I Feel Wonderful« (skupaj z Jan Johnston) (2005)
- »Should Have Known« (2006)
- »Analog Feel« (2007)
- »Body Of Conflict« (skupaj z Denise Rivera) (2007)
- »A Day That Fades« (skupaj z Roxanne Emery) (2008)
- »Not Enough Time« (skupaj z Emmo Hewitt) (2009)